# Raven Riley
Raven Riley (Arizona, 6 de septiembre de 1986) es el nombre artístico de Sarah Frances Pate, una modelo erótica y actriz pornográfica estadounidense.

## Carrera
Raven Riley recientemente obtuvo el primer puesto de "Top 20 Girls of the Web" (en español, "Las 20 Mejores Chicas de Internet"), por lo cual apareció en la portada de la misma.
Aunque nativa de Ohio, se considera una chica de Arizona. Raven debutó en la web a la edad de 18 años. Desde aquel entonces, ha ganado numerosos premios a raíz de sus películas y fotografías. Su ascendencia es medio italiana y medio cherokee indio.
Raven mantiene su propio sitio web y personalmente se está renovando de forma constante con algunas inclusiones de tipo softcore, lesbianismo, hardcore, entre otros. Como la mayoría de los sitios de chicas solitarias, ha realizado cameos con otras páginas web de estrellas pornos como Misty Anderson o Kat Young.
Con el apoyo de la página web jaYManCash, del cual Raven Riley es en parte dueña, ha comenzado con una nueva aventura, Evil Motion Pictures, cuyo objetivo es entrar en el gusto del público de las películas de terror. La productora Evil Motion Pictures lanzó su primera película de terror/porno con la participación principal de Raven Riley en noviembre del 2007, titulada Succubus.
En mayo del 2008, el dueño de jaYManCash anunció que los rumores de que abandonaba el mundo de la industria para adultos era cierto, mencionando "que mientras ciertos documentos no fuesen firmados, Raven habría comunicado que la industria para adultos no se encontraba más en su futuro." Riley de inmediato rectificó citando que dichos comentarios no eran de ella, a lo que dijo "Aún estoy aquí y no me he retirado... Fue información falsa dada en mi nombre." por lo cual JayManCash y Riley estuvieron en proceso legal.